# Haut conseil du dialogue social (France)
Pour les articles homonymes, voir Haut conseil du dialogue social.
En France, le Haut conseil du dialogue social est une instance instituée par la loi du 20 août 2008 « portant rénovation de la démocratie sociale et réforme du temps de travail » et rattachée aux services du ministre chargé du Travail. Elle a pour mission d'arrêter tous les quatre ans la liste des organisations syndicales reconnues représentatives par branche professionnelle et des organisations syndicales reconnues représentatives au niveau national et interprofessionnel. Elle est également chargée de soumettre au ministre chargé du Travail les enseignements qu'elle tire de l'application de la loi modifiant la représentativité syndicale.

## Composition
Ce conseil est composé de 5 membres titulaires et 5 membres suppléants désignés par les organisations syndicales de salariés nationales et interprofessionnelles, 5 membres titulaires et 5 membres suppléants désignés par les organisations d'employeurs représentatives au niveau national, 3 représentants du ministre chargé du travail et 3 personnes qualifiées nommées par le Premier ministre sur proposition du ministre chargé du travail. Le Premier ministre désigne parmi ces 3 personnes qualifiées, la personne chargée de présider les séances.
Le mandat des membres du Haut conseil est de 5 ans.
Le Haut conseil a été installé le 5 mars 2009 par Brice Hortefeux, ministre du Travail, des Relations sociales, de la Famille, de la Solidarité et de la Ville ; la présidence en est assurée par Yannick Moreau, présidente de section au Conseil d’État.

## Membres nommés par arrêté du 5 juin 2014
| Nom                    | Titre                                                                                                |
| ---------------------- | --- |
| Jean-Denis Combrexelle | personnalité qualifiée, président des séances                                                        |
| Gilles Bélier          | personnalité qualifiée                                                                               |
| Yves Struillou         | directeur général du travail                                                                         |
| Françoise Bouygard     | directrice de l’animation de la recherche, des études et des statistiques                            |
| Laurent Vilboeuf       | directeur régional des entreprises, de la concurrence, de la consommation, du travail et de l'emploi |

| Titulaire                  | Suppléant                       | Organisation |
| -------------------------- | ------------------------------- | ------------ |
| Jean-François Pilliard     | Sandra Aguettaz                 | MEDEF        |
| Geneviève Roy              | M. Georges Tissie               | CGPME        |
| Daniel Parent              | M. Pierre Burban                | UPA          |
| Gérard Goupil              | Marie-Françoise Gondard-Argenti | UNAPL        |
| Claude Cochonneau          | Anne-Sophie Forget              | FNSEA        |
| Gisèle Vidallet            | Jacques Eliez                   | CGT          |
| Marcel Grignard            | Joëlle Delair                   | CFDT         |
| Marie-Alice Medeuf Andrieu | Sandra Mitterrand               | CGT-FO       |
| Joseph Thouvenel           | Bernard Sagez                   | CFTC         |
| Jean-Michel Pecorini       | Christiane Lefeuvre             | CFE-CGC      |

Postérieurement à l'arrêté de 2014 la composition du conseil a été modifié à plusieurs reprises. Le site officiel donne la liste à jour.